# USS Witter (DE-636)
USS Witter (DE-636) là một tàu hộ tống khu trục lớp Buckley được Hải quân Hoa Kỳ chế tạo trong Chiến tranh Thế giới thứ hai. Tên nó được đặt theo Thiếu úy Hải quân Jean Carter Witter (1921–1942), người từng phục vụ trên tàu tuần dương hạng nặng San Francisco (CA-38) và đã tử trận trong trận Hải chiến Guadalcanal vào đêm 12-13 tháng 11, 1942. Nó đã phục vụ cho đến khi chiến tranh kết thúc, xuất biên chế năm 1945 và bị tháo dỡ năm 1946. Witter được tặng thưởng hai Ngôi sao Chiến trận do thành tích phục vụ trong Thế Chiến II.

## Thiết kế và chế tạo
Những chiếc thuộc lớp tàu hộ tống khu trục Buckley có chiều dài chung 306 ft (93 m), mạn tàu rộng 37 ft 1 in (11,30 m) và độ sâu mớn nước khi đầy tải là 11 ft 3 in (3,43 m). Chúng có trọng lượng choán nước tiêu chuẩn 1.400 tấn Anh (1.400 t); và lên đến 1.740 tấn Anh (1.770 t) khi đầy tải. Hệ thống động lực bao gồm hai turbine hơi nước General Electric công suất 13.500 mã lực (10.100 kW), dẫn động hai máy phát điện công suất 9.200 kilôwatt (12.300 hp) để vận hành hai trục chân vịt;  công suất 12.000 hp (8.900 kW) cho phép đạt được tốc độ tối đa 23 kn (26 mph; 43 km/h), và có dự trữ hành trình 6.000 nmi (6.900 mi; 11.000 km) khi di chuyển ở vận tốc đường trường 12 kn (14 mph; 22 km/h).
Vũ khí trang bị bao gồm ba pháo 3 in (76 mm)/50 cal trên tháp pháo nòng đơn có thể đối hạm hoặc phòng không, một khẩu đội 1,1 inch/75 caliber bốn nòng và tám pháo phòng không Oerlikon 20 mm. Vũ khí chống ngầm bao gồm một dàn súng cối chống tàu ngầm Hedgehog Mk. 10 (có 24 nòng và mang theo 144 quả đạn); hai đường ray Mk. 9 và tám máy phóng K3 Mk. 6 để thả mìn sâu. Khác biệt đáng kể so với lớp Evarts dẫn trước là chúng có thêm ba ống phóng ngư lôi Mark 15 21 inch (533 mm). Thủy thủ đoàn đầy đủ bao gồm 186 sĩ quan và thủy thủ.
Witter được đặt lườn tại xưởng tàu của hãng Bethlehem Steel Corporation tại San Francisco, California vào ngày 28 tháng 4, 1943. Nó được hạ thủy vào ngày 17 tháng 10, 1943; được đỡ đầu bởi bà Jean C. Witter, vợ góa Thiếu úy Witter, và nhập biên chế vào ngày 29 tháng 12, 1943 dưới quyền chỉ huy của Hạm trưởng, Trung tá Hải quân Alan C. Davis.

## Lịch sử hoạt động

### Quần đảo Gilbert và Solomon
Witter khởi hành từ San Francisco vào ngày 18 tháng 1, 1944 cho chuyến đi chạy thử máy huấn luyện vốn đã đưa nó đến San Diego trước khi được sửa chữa sau thử máy tại Xưởng hải quân Mare Island. Nó quay trở về San Francisco vào cuối tháng 2, rồi lại lên đường vào ngày 8 tháng 3, đi ngang qua Trân Châu Cảng để hướng sang khu vực quần đảo Gilbert, đi đến Majuro vào ngày 22 tháng 3. Nó lại lên đường vào ngày 26 tháng 3, đi ngang qua Makin, Tarawa và Abemama thuộc quần đảo Gilbert, và đi đến Espiritu Santo vào ngày 3 tháng 4. Trong 12 ngày tiếp theo nó phục vụ hộ tống tàu bè ra vào cảng tại Espiritu Santo, rồi lên đường vào ngày 15 tháng 4 để gặp gỡ SS William Charlie Yeager và hộ tống nó đi sang khu vực Nam quần đảo Solomon. Đi đến Tulagi vào ngày 21 tháng 4, chiếc tàu buôn đi vào cảng trong khi chiếc tàu hộ tống đi đến vịnh Purvis tại đảo Florida.

### New Guinea
Cùng với Đơn vị Đặc nhiệm 34.9.6, Witter rời Solomon vào ngày 25 tháng 4 để hướng sang mũi Gloucester trên đảo New Britain thuộc quần đảo Bismarck. Nó đi đến vịnh Borgen gần mũi Gloucester vào ngày 28 tháng 4 và ở lại đây cho đến ngày 1 tháng 5, khi nó gia nhập Đơn vị Đặc nhiệm 34.9.6 để đi sang nhóm quần đảo Russell thuộc Solomon. Đi đến Russell vào ngày 3 tháng 5, nó lại lên đường trong ngày hôm đó để đi sang khu vực chiến trường New Guinea, nơi nó hoạt động trong hai tháng rưỡi tiếp theo. Đi đến vịnh Milne tại mũi cực Đông Nam New Guinea vào ngày 5 tháng 5, đúng vào lúc lực lượng Đồng Minh đang mở hầu như đồng thời các cuộc đổ bộ lên Aitape, vịnh Tanahmerah và vịnh Humboldt, trong khuôn khổ các chiến dịch Reckless và Persecution.
Trong nhiều tuần lễ tiếp theo, Witter hộ tống các đoàn tàu vận tải chuyển lực lượng tăng viện và tiếp liệu đến các bãi đổ bộ, và có các chặng dừng tại các điểm trung gian như mũi Cretin và mũi Sudest. Từ ngày 17 tháng 5, mặt trận chính dịch chuyển dần lên phía Bắc dọc bờ biển New Guinea, qua các cuộc đổ bộ lên các khu vực Wakde và Sarmi, vì vậy điểm đến của các chuyến hộ tống của nó tiếp tục được mở rộng. Sang đầu tháng 7, đảo Biak, ngoài khơi bờ biển phía Bắc New Guinea đối diện với vịnh lớn ngăn cách bán đảo Đầu Chim với phần còn lại của đảo, nằm trong phạm vi hoạt động của con tàu.

### Bắc Solomon
Witter rời khu vực New Guinea vào giữa tháng 7 để chuyển sang một mặt trận khác về phía Bắc quần đảo Solomon. Nó rời vịnh Humboldt vào ngày 15 tháng 7, và sau một chặng dừng ngắn tại mũi Cretin, đã đi đến vịnh Nữ hoàng Augusta tại Bougainville vào ngày 18 tháng 7. Nó lên đường vào ngày 20 tháng 7, đi đến nhóm quần đảo Treasury trong ngày hôm đó, và trong ba tuần lễ tiếp theo đã tuần tra tại khu vực Blanche Harbor để thực hành phòng không và chống tàu ngầm.
Từ ngày 9 đến ngày 12 tháng 8, Witter quay trở lại New Guinea, và sau các chặng dừng tại Finschhaven và vịnh Langemak lại tiếp tục thực hành huấn luyện. Lên đường đi đến đảo Green vào ngày 21 tháng 8, nó tiếp tục hướng đến Manus thuộc quần đảo Admiralty và ghé qua đêm tại đây vào ngày 26-27 tháng 8. Tiếp tục đi đến Emirau, con tàu ở lại khu vực này trong gần một tháng, và đã tham gia giải cứu đội bay một máy bay ném bom tầm trung PBJ (phiên bản hải quân của B-25 Mitchell) bị rơi trên biển từ ngày 19 đến ngày 22 tháng 9.
Rời Emirau vào ngày 22 tháng 9 để quay trở lại Manus, Witter tiếp tục hành trình hai ngày sau đó để hướng đến vịnh Milne. Trên đường đi vào ngày 26 tháng 9, nó dừng lại gần Porlock và mũi Nelson để trợ giúp cho chiếc SS Richard H. Dana bị mắc cạn. Trong khi xuồng của nó chuyển binh lính đang được chuyên chở trên Richard H. Dana sang tàu vận chuyển Stratford (AP-41), nó tuần tra chống tàu ngầm tại vùng biển chung quanh. Nó tiếp tục hành trình vào ngày 27 tháng 9 và đi đến vịnh Milne cùng ngày hôm đó.

### Philippines
Từ ngày 29 tháng 9 đến ngày 6 tháng 10, Witter thực hiện chuyến đi quanh co từ vịnh Milne ngang qua quần đảo Treasury để quay trở lại vịnh Humboldt, New Guinea. Tại đây nó gia nhập Đơn vị Đặc nhiệm 77.7.1 thuộc Đệ Thất hạm đội để tham gia Chiến dịch giải phóng Philippines. Đơn vị khởi hành từ vịnh Humboldt vào ngày 12 tháng 10 để đi đến điểm hẹn tiếp nhiên liệu khoảng 180 mi (290 km) về phía Tây Palau vừa mới được tái chiếm. Các tàu chở dầu mà nó hộ tống đã tiếp nhiên liệu trên biển cho lực lượng tham gia cuộc đổ bộ lên Leyte, Philippines trước khi quay về địa điểm neo đậu tại Kossol Passage, Palau vào ngày 18 tháng 10. Đơn vị Đặc nhiệm 77.7.1 lên đường hai ngày sau đó để gia nhập cùng thành phần chủ lực đang tác chiến, đi đến vịnh Leyte vào ngày 23 tháng 10.
Trong suốt trận chiến tại Philippines, không quân đối phương hoạt động phản công rất tích cực. Trong khi di chuyển để thay đổi vị trí thả neo ngoài khơi đảo Samar, Witter chịu đựng một cuộc tấn công vào chiều tối ngày 24 tháng 10, khi một máy bay ném bom-ngư lôi Nhật đã tiếp cận con tàu ngay trực diện để phóng ngư lôi. Hỏa lực pháo phòng không 20 mm đã bắn trúng đối thủ và chiếc máy bay rơi khoảng 300–400 yd (270–370 m) về phía đuôi tàu. Các đợt không kích khác diễn ra suốt ngày hôm sau, và cho dù con tàu bắt được mục tiêu trên màn hình radar, đối phương không di chuyển đến tầm bắn của nó. Suốt thời gian ở lại vịnh Leyte, đơn vị đặc nhiệm phải di chuyển liêu tục để tránh bị không kích đồng thời làm nhiệm vụ tiếp nhiên liệu cho các tàu chiến khác.
Sau khi hộ tống Đơn vị Đặc nhiệm 77.7.1 rời vịnh Leyte vào ngày 27 tháng 10, Witter đi đến một vị trí cách 120 mi (190 km) về phía Đông Leyte; các cuộc không kích của đối phương thưa dần. Đơn vị đã tiếp nhiên liệu cho Đội đặc nhiệm 77.4 vào ngày hôm sau, và sau khi hoàn tất lúc giữa trưa đã lên đường quay trở lại Kossol Passage. Về đến Palau vào ngày 31 tháng 10, các tàu chở dầu nhanh chóng đổ đầy nhiên liệu trong suốt đêm, để rồi đơn vị đặc nhiệm lại lên đường ngay chiều ngày hôm sau để hướng đến Leyte; tuy nhiên lúc đang trên đường đi vào ngày 3 tháng 11, họ nhận mệnh lệnh mới và quay trở lại Kossol Passage vào ngày hôm sau. Đơn vị Đặc nhiệm 77.7.1 lại đi đến vịnh San Pedro, Leyte vào ngày 7 tháng 11, ở lại khu vực này cho đến ngày 11 tháng 11, bị quấy rầy bởi những lượt báo động phòng không nhưng không bị tấn công trực tiếp. Đơn vị khởi hành để quay trở lại vịnh Humboldt, đến nơi vào ngày 14 tháng 11.
Sau khi thả neo tại vịnh Humboldt cho đến ngày 2 tháng 12, Witter hộ tống một đoàn tàu vận tải đi Seeadler Harbor tại Manus, đến nơi vào ngày hôm sau và ở lại đây để thực hành chiến thuật. Nó thực hiện một chuyến khứ hồi giữa Manus và Ulithi từ ngày 15 đến ngày 23 tháng 12, tiếp nối bởi hai chuyến đi hộ tống vận tải khứ hồi tương tự từ ngày 6 đến ngày 14 tháng 1, 1945 và vào dịp cuối tháng 1. Sau đó con tàu vào ụ tàu tại Manus để sửa chữa. Trong tháng 2, nó lại thực một chuyến đi từ Manus đến Majuro từ ngày 5 đến ngày 20 tháng 2, và đến vịnh Humboldt từ ngày 21 đến ngày 23 tháng 2.

### Quần đảo Mariana và Okinawa
Rời Seeadler Harbor vào ngày 28 tháng 2, Witter đi sang khu vực Trung tâm Thái Bình Dương, thoạt tiên ghé đến Ulithi để gia nhập một đoàn tàu vận tải rồi cùng hướng đến quần đảo Mariana, đi đến Guam vào ngày 7 tháng 3. Sau ba ngày hoạt động tuần tra tại khu vực Guam và Saipan, nó quay trở lại Ulithi vào ngày 11 tháng 3 để chuẩn bị cho cuộc đổ bộ lên Okinawa. Trong mười ngày nó đã tuần tra tại khu vực thả neo và lối ra vào vũng biển, rồi khởi hành vào ngày 21 tháng 3 để cùng Lực lượng Đặc nhiệm 54, lực lượng hỗ trợ hỏa lực và bảo vệ, hướng sang khu vực quần đảo Ryukyu. Vào ngày 25 tháng 3, nó gặp gỡ các tàu quét mìn tại một vị trí khoảng 6 mi (9,7 km) về phía Nam Okinawa, và bắt đầu bảo vệ cho các đơn vị chủ lực thuộc lực lượng bặn phá của Lực lượng Đặc nhiệm 54 dưới quyền Phó đô đốc Jesse B. Oldendorf, khi các đơn vị này chuẩn bị cho cuộc đổ bộ.
Trong hơn mười ngày tiếp theo, Witter tuần tra chống tàu ngầm bảo vệ cho nhiều đơn vị khác nhau tại khu vực chung quanh Okinawa. Con tàu đã an toàn vượt qua những đợt tấn công tự sát bởi máy bay Kamikaze và xuồng máy Shinyo đối phương, cho đến khi bị máy bay Kamikaze đối phương đâm trúng vào ngày 6 tháng 4.

#### Bị Kamikaze đâm trúng
Tại một vị trí ngoài khơi bờ biển Đông Nam Okinawa, lúc khoảng 16 giờ 11 phút, Witter phát hiện hai máy bay đối phương tiếp cận từ hướng Tây Nam ở khoảng cách 8 mi (13 km). Con tàu bước vào báo động chiến đấu và tăng tốc lên 23 kn (43 km/h), cơ động né tránh đồng thời nả pháo phòng không nhắm vào các đối thủ. Cả hai máy bay đối phương đều bị bắn trúng và bốc cháy, một chiếc rơi xuống biển, nhưng chiếc kia tiếp tục đâm bổ vào con tàu bên mạn phải ở ngang mực nước, tại vị trí khoang 57. Quả bom chiếc máy bay mang theo phát nổ trong phòng nồi hơi số 1 khiến khoang này ngập nước và khiến sáu thủy thủ tử trận.
Các biện pháp kiểm soát hư hỏng hiệu quả giúp cho Witter vẫn được kiểm soát, và nó vẫn di chuyển được với tốc độ 10 kn (19 km/h). Được các tàu khu trục Morris (DD-417), Richard P. Leary (DD-664), Gregory (DD-802) và tàu kéo Arikara (ATF-98) trợ giúp, nó di chuyển quay trở về Kerama Retto, đến nơi lúc 21 giờ 30 phút. Con tàu được sửa chữa tạm thời tại Kerama Retto và ở lại đây cho đến cuối tháng 6.

### Quay trở về Hoa Kỳ
Sau khi có được khả năng đi biển, Witter rời khu vực Ryukyu vào ngày 25 tháng 6 cho hành trình quay trở về Hoa Kỳ. Đi ngang qua Saipan, Eniwetok và Trân Châu Cảng, nó về đến San Diego, California vào ngày 24 tháng 7, rồi tiếp tục lên đường hai ngày sau đó để đi sang vùng bờ Đông ngang qua kênh đào Panama. Nó đi vào Xưởng hải quân Philadelphia vào ngày 16 tháng 8, khi Nhật Bản vừa chấp nhận đầu hàng vào ngày 15 tháng 8 giúp kết thúc cuộc xung đột. Con tàu được sửa chữa, nhưng một kế hoạch cải biến nó thành tàu vận chuyển cao tốc bị hủy bỏ.
Witter được cho xuất biên chế tại Philadelphia vào ngày 22 tháng 10, 1945 và được đưa về Hạm đội Dự bị Đại Tây Dương. Tên nó được cho rút khỏi danh sách Đăng bạ Hải quân vào ngày 16 tháng 11, 1945, và con tàu được bán cho hãng Northern Metals Company tại Philadelphia vào ngày 2 tháng 12, 1946 để tháo dỡ.

## Phần thưởng
Witter được tặng thưởng hai Ngôi sao Chiến trận do thành tích phục vụ trong Thế Chiến II.
|                           |  |  |
| Bronze star · Bronze star |  |  |

| Dãi băng Hoạt động Tác chiến (truy tặng)                                | Dãi băng Hoạt động Tác chiến (truy tặng) | Huân chương Chiến dịch Hoa Kỳ        | Huân chương Chiến dịch Hoa Kỳ                  |
| Huân chương Chiến dịch Châu Á-Thái Bình Dương với 2 Ngôi sao Chiến trận | Huân chương Chiến thắng Thế Chiến II     | Huân chương Chiến thắng Thế Chiến II | Huân chương Giải phóng Philippine (Philippine) |